# Princesse Sissi
Cet article concerne le film. Pour la vraie impératrice, voir Élisabeth de Wittelsbach.
Pour les articles homonymes, voir Sissi.
Princesse Sissi est une série télévisée d'animation franco-québécoise en 52 épisodes de 26 minutes, créée par Bruno Bianchi et diffusée à partir du 29 octobre 1997 sur France 3 en France, et au Québec à partir du 5 septembre 1998 à la Télévision de Radio-Canada.

## Synopsis
La série raconte de manière assez libre l'histoire de l'impératrice d'Autriche Élisabeth de Wittelsbach, surnommée « Sissi ».
Sissi, jeune et modeste duchesse bavaroise vivant avec sa famille dans le château de Possi, est fiancée à Franz, le jeune prince d'Autriche. Cependant, sa mère, l’impératrice Sophia ne voit pas cette liaison d'un bon œil. Mais elle finira par sympathiser avec Sissi et accepter son mariage avec son fils, après qu'elle a sauvé Franz et Karl. 
Sissi, sa famille et ses amis devront faire face à plusieurs ennemis tels que la jalouse Hélèna, le brutal Comte Arkas qui veut s'emparer du château de Possi ainsi que le machiavélique Zottornic, conseiller de l’impératrice Sophia.
Sissi va d'abord devoir faire accepter sa relation avec Franz à son père, qui est contre le gouvernement autrichien, et à l’impératrice Sophia. Puis, au palais, elle va devoir accepter les dures conditions de princesse et apprendre un protocole auquel elle n'est pas habituée.

## Voix françaises
- Michèle Lituac : Sissi (Élisabeth de Wittelsbach)
- Olivier Destrez : Franz von Habsbourg (François-Joseph Ier d'Autriche)
- Élisabeth Fargeot : Helena von Grosben (Hélène en Bavière)
- Francine Lainé : Sophie de Bavière
  - Jean-Luc Kayser : comte Arkas
- Franck Tordjman : Karl (Charles-Louis de Habsbourg)
- Daniel Beretta : le père de Sissi (Maximilien en Bavière)
- Blanche Ravalec : la mère de Sissi (Ludovica de Bavière)
- Alexis Tomassian : Tommy
- Sarah Marot : Tina
- Donald Reignoux : Gackel (Charles-Théodore en Bavière) et Mapperl (Maximilien-Emmanuel en Bavière)

- - Société de Doublage : SOFI

## Scénaristes
- François-Emmanuel Porché
- Claude Scasso
- Annabelle Perrichon
- Catherine Cuenca

## Épisodes
1. Sissi n'en fait qu'à sa tête
2. Des invités inattendus
3. Une surprise impériale
4. Un petit voleur à Possi
5. Cette chipie d'Héléna
6. Le temps des adieux
7. Sissi et Max prennent des risques
8. Un drôle d'homme des bois
9. La vengeance d'Arkas
10. Le baiser d'Innsbruck
11. Les parents refusent
12. Une lettre de Franz
13. Le bal des fiançailles
14. Retrouvailles manquées
15. Premiers pas à la cour
16. Une prison dorée
17. Le cirque Zaniouchka
18. Le miroir
19. Un Noël mouvementé
20. La forteresse
21. Une course contre la montre
22. La dispute
23. On a volé Tempête
24. Une victoire bien méritée
25. Danger au Prater
26. Sissi et Franz tiennent leurs promesses
27. Le diadème a disparu
28. Complot à l'opéra
29. Le sacrifice de Sissi
30. Vive Erzsebet !
31. La jalousie
32. Au revoir Budapest
33. Il faut sauver Possi !
34. Sissi et les Apaches
35. Les temps difficiles
36. L'écuyère mystérieuse
37. Cache cache à Schönbrunn
38. La grande poursuite
39. Les aveux de Venise
40. L'île d'Ahriman
41. Le naufrage
42. Prisonniers d'Arkas
43. Sissi soldat
44. Sissi dans la tourmente
45. Les trois pigeons
46. Méfiez-vous princesse
47. Le mystère de Tommi
48. Arkas n'abandonne jamais
49. L'élixir du docteur Fritz
50. Le Prince Fritz
51. Double jeu
52. Le triomphe de l'amour